# Vareuse-Blanche
Vareuse-Blanche (titre original : White-Jacket ; or, The World in a Man-of-War) est un roman de l'écrivain américain Herman Melville paru en 1850.

## Historique
Le 17 août 1843 à Honolulu, Herman Melville intègre l'équipage de la frégate de guerre United States en tant que gabier. Il débarque quatorze mois plus tard à Boston, le 14 octobre 1844.
En 1849, après l'échec cuisant du roman Mardi et ayant besoin d'argent, Melville doit regagner des lecteurs. Son expérience personnelle à bord d'un navire de guerre sert de trame à ce livre rédigé en deux mois ; il remporte un vrai succès auprès du public anglais et américain.[réf. souhaitée]

## Résumé
« En 1843, je pris la mer comme "simple matelot" à bord d'une frégate des États-Unis qui se trouvait mouillée dans un port de l'océan Pacifique. Après être resté plus d'une année sur cette frégate, je fus libéré du service lorsque le navire revint à son port d'attache. Mes expériences et mes observations sont consignées dans le présent ouvrage. — New York, mars 1850 »

Vareuse-Blanche, un matelot, nous raconte son voyage de retour du Pacifique sur la frégate de guerre, l'Insubmersible. Il ne fait qu'un avec sa «vareuse blanche», vêtement bizarre qu'il a confectionné afin d'affronter les tempêtes du cap Horn, mais qui lui vaut d'être remarqué ce marin en blanc là-bas et bon pour toutes les corvées...
Au travers d'un peu moins de 100 courts chapitres relativement indépendants Melville relate dans le détail tous les aspects de la vie des 500 marins à bord d'une frégate de la marine de guerre des Etats-Unis. Il s'agit d'un riche témoignage des derniers instants de cette marine à voile qui laissera place aux navires à vapeur après 1850.

## Éditions en anglais
- White-Jacket ; or, The World in a Man-of-War, chez l'éditeur Richard Bentley à Londres, 2 février 1850.
- White-Jacket..., chez l'éditeur Harper & Brothers à New York, 9 mars 1850.

## Éditions en français
- 1950 : White Jacket (Blouson-Blanc) ou la vie à bord d'un navire de guerre, traduit par Charles Cestre et Armel Guerne, Paris : Robert Marin[2].
- 1967 : La Vareuse-Blanche, Traduit par Jacqueline Villaret, éditions Gallimard[3],[4].
- 2004 : Vareuse-Blanche, traduction revue par Philippe Jaworski, Herman Melville, Œuvres, II, notice de Joseph Urbas (p. 846-871), Bibliothèque de la Pléiade, éditions Gallimard  (ISBN 2-07-011698-0)